# 劉靖 (前燕)
劉靖，河間郡人，五胡十六国時代前燕人物。
劉靖在前燕担任太傅参軍。369年十一月，前秦派遣黄門郎石越出使前燕。太傅慕容評向他展现豪奢，以夸饰前燕富強。劉靖和尚書郎高泰对慕容評说：「石越不是谋求两国友好，而是探察我国是否有机可乘。应该閲兵以显示我軍精強，来彼挫败其谋。现在他见到我国豪奢，会更加轻视我国」。慕容評不听。